# Siatka szpiegowska Cambridge
Siatka szpiegowska Cambridge lub Cambridge Five (pol. Piątka z Cambridge) – grupa szpiegów pracujących na rzecz radzieckiego wywiadu INO NKWD, zwerbowanych na Uniwersytecie w Cambridge (stąd nazwa).
Członkowie grupy pracowali dla wywiadu radzieckiego od początku II wojny światowej do początku lat pięćdziesiątych XX wieku. Należeli do niej:
- Kim Philby, pseudonim Sonny i Stanley,
- Donald Maclean, pseudonim Homer,
- Guy Burgess(inne języki), pseudonim Mädchen i Hicks,
- Anthony Blunt(inne języki), pseudonim Tony, Johnson i Yan,
- John Cairncross, pseudonim Liszt,

oraz subagenci: fizyk jądrowy Alan Nunn May i Leo Long.
Wszystko wskazuje na to, że pierwszym zwerbowanym przez agentów NKWD w Wielkiej Brytanii był Anthony Blunt, który z kolei zwerbował Johna Cairncrossa i przynajmniej jeszcze jednego studenta z Cambridge, Leo Longa. Oficer NKWD prowadzący siatkę z Cambridge, Jurij Modin, stwierdził, że to Guy Burgess zwerbował Anthony’ego Blunta oraz innych i był głową całej siatki.
Guy Burgess, syn oficera Royal Navy, uczeń prestiżowych szkół, m.in. Królewskiej Marynarki Wojennej, college’u Eton oraz Cambridge, od 1939 pracował w Secret Intelligence Service (MI6) oraz w Special Operations Executive (Kierownictwo Operacji Specjalnych), zdradzając najtajniejsze sekrety Sowietom.
Anthony Blunt, syn angielskiego duchownego, student matematyki i filozofii na Uniwersytecie Cambridge, pracował w służbie bezpieczeństwa MI5. Reprezentował ją na cotygodniowych spotkaniach Połączonego Komitetu Wywiadu (Joint Intelligence Committee), składając z nich raport dla NKWD. Podczas wojny nadzorował z ramienia MI5 zagraniczne placówki dyplomatyczne państw neutralnych w Londynie. Prawdopodobnie otwierał bagaże dyplomatów i fotografował ich zawartość. Był przypuszczalnie, z punktu widzenia NKWD, najcenniejszym agentem w sprawach dotyczących Polski.
Siatka szpiegowska Cambridge – Harold „Kim” Philby, Donald Duart Maclean, Guy Burgess, Anthony Blunt i John Cairncross – położyła na długi czas cień na brytyjskich tajnych służbach i nie tylko. Działalność siatki Cambridge ujawniano stopniowo, pod ściśle tajnym śledztwem kontrwywiadu MI5. Burgess i Maclean, ostrzeżeni przez Kima Philby’ego, uciekli do Związku Radzieckiego w 1951, tym samym przyznając się do winy. W konsekwencji ucieczki Burgessa i Macleana Kim Philby został w 1951 przesłuchany i przeniesiony na emeryturę z SIS – przesłuchujący byli przekonani o jego związkach z wywiadem sowieckim, nie mieli jednak na to materialnych dowodów.
Kim Philby (związany być może z katastrofą lotniczą w Gibraltarze, w której 4 lipca 1943 zginął generał Władysław Sikorski), przebywając w Bejrucie jako korespondent, uniknął aresztowania, uciekając do ZSRR w styczniu 1963. Następnie zdemaskowany został Anthony Blunt, przyznając się oficerom kontrwywiadu MI5 w 1964 i uzyskując bezkarność w zamian za udzielone informacje. Wyszło to na jaw dopiero w 1979. Tożsamość piątego członka siatki, Johna Cairncrossa, została upubliczniona dopiero po ucieczce wysokiego oficera KGB, Olega Gordijewskiego, do Wielkiej Brytanii, lecz John Cairncross przyznał się Security Service (MI5) już w 1951.
Siatka szpiegowska Cambridge była do tej pory najgroźniejszą ujawnioną grupą szpiegowską działającą w Wielkiej Brytanii.